# Il ragazzo della via Gluck
Il ragazzo della via Gluck est une chanson d'Adriano Celentano, parue en single en 1966 et considérée comme une chanson phare de son répertoire.
La même année Françoise Hardy en a fait une version en français intitulée La Maison où j'ai grandi, publié dans l'album homonyme.

## L'histoire et la signification
Adriano Celentano, participe à la fin de février 1966 au 16e Festival de la chanson italienne de Sanremo avec cette chanson, mais il est éliminé après la première nuit. Cependant, le single devient rapidement un succès et Celentano décide de sortir un album avec le titre de la chanson. 
Celentano a écrit cette chanson autobiographique avec Miki Del Prete (it) et Luciano Beretta (it).
Il est né sur la rue Gluck à Milan, une rue qui donnait sur la ligne de chemin de fer, près de la gare centrale, dans une zone qui, après la fin de la Seconde Guerre mondiale, fut bientôt urbanisée. Dans le texte proposé par le chanteur émerge un regret nostalgique d'un monde perdu, celui de son enfance et d'une partie de l'adolescence, jusqu'à ce qu'il a été forcé de quitter la rue Gluck pour vivre dans le centre de Milan, avec sa famille à la maison de son frère.
Françoise Hardy, qui avait également participé au Festival, a été séduite par cette chanson, et a immédiatement voulu faire une version qui deviendra l'une des chansons les plus mémorables de sa carrière. La chanson La maison où j'ai grandi, donnera son titre à son sixième album en français. La chanson avec le texte traduit par le parolier Eddy Marnay est classée 2e au mois de juin 1966, dans le hit-parade de l’émission de radio Salut les Copains.